# Cahal Daly
Cahal Brendan Daly (1917–2009) là một Hồng y người Ireland của Giáo hội Công giáo Rôma. Ông từng đảm nhận vai trò Hồng y Đẳng Linh mục Nhà thờ S. Patrizio, Tổng giám mục đô thành Tổng giáo phận Armagh (Bắc Ireland) trong 6 năm, từ năm 1990 đến năm 1996.
Vốn là một giáo sĩ trong vai trò lãnh đạo giáo hội địa phương, ông từng đảm trách nhiều vai trò khác nhau trước khi tiến đến trở thành Tổng giám mục đô thành Armagh, như: giám mục chính tòa Giáo phận Ardagh (1967–1982), giám mục chính tòa Giáo phận Down and Connor (1982–1990). Ngoài lãnh đạo các giáo phận được bổ nhiệm, ông còn đảm nhận vị trí quan trong tại Hội đồng giám mục quốc gia, cụ thể là chức vụ Chủ tịch Hội đồng Giám mục Ireland và Bắc Ireland (1990–1996). Ông được vinh thăng Hồng y ngày 28 tháng 6 năm 1991, bởi Giáo hoàng Gioan Phaolô II.

## Tiểu sử
Hồng y Cahal Brendan Daly sinh ngày 1 tháng 10 năm 1917 tại Loughguile, Ireland. Sau quá trình tu học dài hạn tại các cơ sở chủng viện theo quy định của Giáo luật, ngày 22 tháng 6 năm 1941, Phó tế Daly, 24 tuổi, tiến đến việc được truyền chức linh mục.
Sau 26 năm thi hành các công việc mục vụ với thẩm quyền và cương vị của một linh mục, ngày 26 tháng 5 năm 1967, Tòa Thánh loan tin Giáo hoàng đã quyết định tuyển chọn linh mục Cahal Brendan Daly, 50 tuổi, gia nhập Giám mục đoàn Công giáo Hoàn vũ, với vị trí được bổ nhiệm là giám mục chính tòa Giáo phận Ardagh. Lễ tấn phong cho vị giám mục tân cử được tổ chức sau đó vào ngày 16 tháng 7 cùng năm, với phần nghi thức chính yếu được cử hành cách trọng thể bởi 3 giáo sĩ cấp cao, gồm chủ phong là Hồng y William John Conway, Tổng giám mục đô thành Tổng giáo phận Armagh; hai vị giáo sĩ còn lại, với vai trò phụ phong, gồm có Tổng giám mục Giuseppe Maria Sensi, Sứ thần Tòa Thánh tại Ireland và Giám mục Neil Farren, giám mục chính tòa Giáo phận Derry. Tân giám mục chọn cho mình khẩu hiệu: JESUS CHRISTUS HERI ET HODIE.
Sau khoảng thời gian 15 làm giám mục chính tòa Ardagh, Tòa Thánh quyết định thuyên chuyển Giám mục này đến nhiệm sở mới, Giáo phận Down and Connor, đảm đương vị trí Giám mục chính tòa. Thông báo về việc bổ nhiệm này được công bố cách rộng rãi vào ngày 24 tháng 8 năm 1982.
Sau 8 được thuyên chuyển, Giám mục Daly được Tòa Thánh thăng Tổng giám mục, qua việc bổ nhiệm giám mục này làm Tổng giám mục đô thành Tổng giáo phận Armagh. Thông báo về việc bổ nhiệm này được công bố cách rộng rãi vào ngày 6 tháng 11 năm 1990.
Bằng việc tổ chức công nghị Hồng y năm 1991 được cử hành chính thức vào ngày 28 tháng 6, Giáo hoàng Gioan Phaolô II đưa ra quyết định vinh thăng Tổng giám mục Cahal Brendan Daly tước vị danh dự của Giáo hội Công giáo, Hồng y. Tân Hồng y thuộc Đẳng Hồng y Linh mục và Nhà thờ Hiệu tòa được chỉ định là Nhà thờ S. Patrizio. Trong thời gian này, ông từng đảm trách vai trò Chủ tịch Hội đồng Giám mục Ireland và Bắc Ireland, từ năm 1990 đến năm 1996.
Ngày 1 tháng 10 năm 1996, Tòa Thánh chấp thuận đơn hồi hưu của ông, vì lý do tuổi tác, theo Giáo luật. Ông qua đời ngày 31 tháng 12 năm 2009, thọ 92 tuổi.